# غزال‌کند
غزال‌کَند (به ازبکی: G‘azalkent، غزلکېنت) یک شهر در ازبکستان است که در شهرستان بستان‌لیق و ولایت تاشکند واقع شده‌است. غزل‌کند  ۲۷٬۲۲۹ نفر جمعیت دارد و ۷۱۳ متر بالاتر از سطح دریا واقع شده‌است. بیشتر ساکنان این شهر تاجیک هستند.
به گفته حمیدالله حسنف، جغرافیدان اهل ازبکستان، نام این شهر همان واژه فارسی غزال+کند یعنی «شهر آهو» است.